# Cichla orinocensis
Cichla orinocensis, là một loài cichlid rất lớn. Nó có nguồn gốc ở lưu vực sông Rio Negro và Orinoco ở miền bắc Nam Mỹ, và đạt chiều dài khoảng 62 cm (24 in).